# Vitaflo International Ltd.
Vitaflo, ou Vitaflo International Ltd, est une multinationale pharmaceutique britannique incorporée par Nestlé depuis 2010. Vitaflo a son siège international à Liverpool et opère dans plus de 20 pays. Elle est connue pour ses aliments médicaux spécialisés destinés aux personnes ayant des besoins nutritionnels spécifiques, telles que les personnes atteintes de maladies métaboliques héréditaires, de maladies rénales ou d'affections nécessitant un régime cétogène. Son produit le plus connu est la poudre Vitaquick, administrée par le NHS. Elle a fait partie du Sunday Times Microsoft Tech Track 100 en 2008.
Vitaflo a été fondée en 1988  à Glasgow, en Écosse ,, Se développé la société les scientifiques Tony Partington et Maura O'Donnell. Vitaflo s'est installée dans le Brunswick Business Park de Liverpool en 1998. L'entreprise s'est spécialisée dans le développement et la distribution d'aliments et de compléments alimentaires destinés aux personnes souffrant de maladies métaboliques. Ses produits phares sont Vitaquick et Vitagel. Au début des années 2000, l'entreprise s'est développée à l'échelle internationale grâce à des investissements en provenance des États-Unis pour développer sa division américaine (fondé en 2003). En 2008, elle a été incluse dans le Sunday Times Microsoft Tech Track 100, qui recense les 100 entreprises technologiques à la croissance la plus rapide au Royaume-Uni.

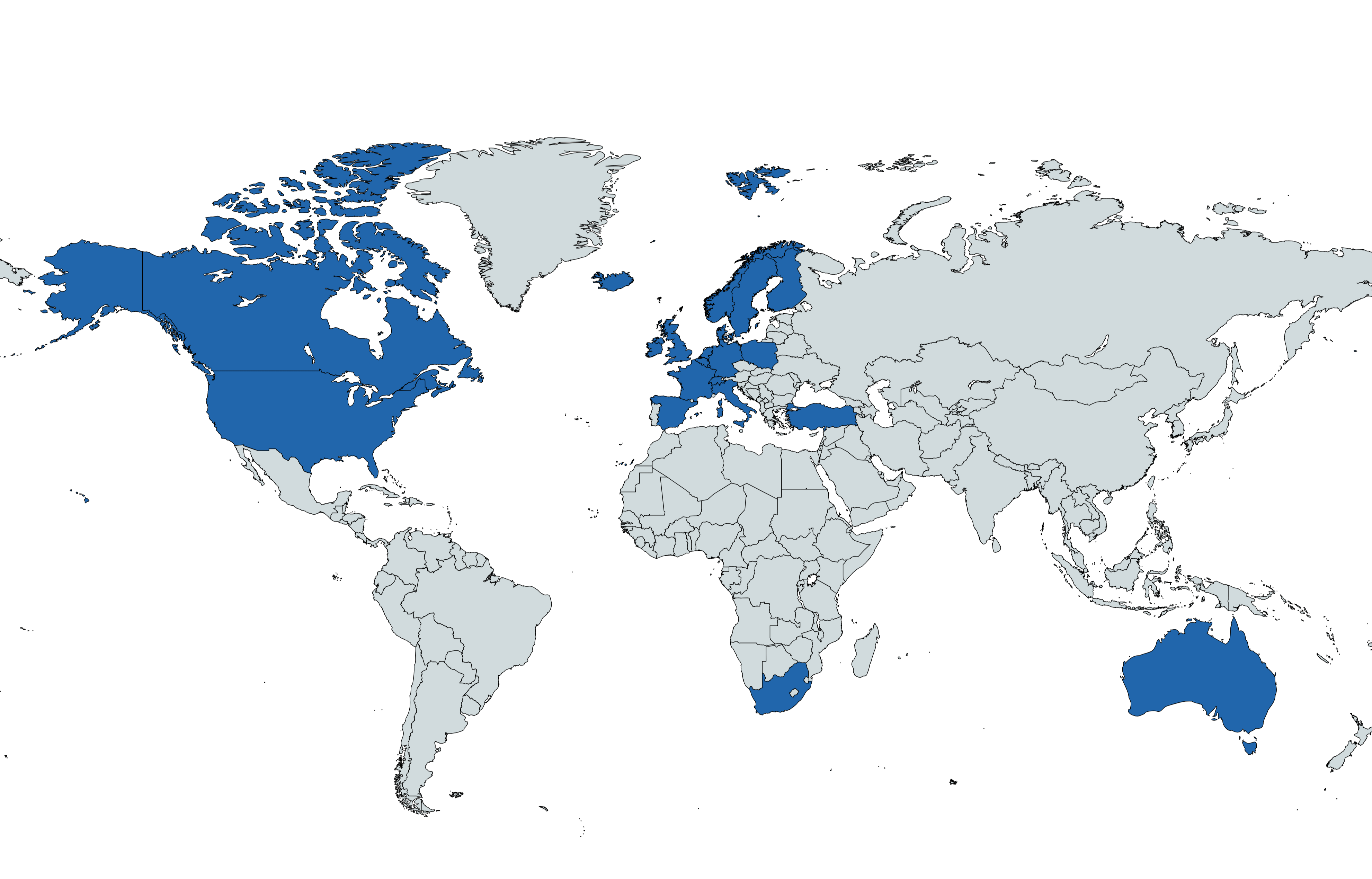
Pays à ceux que il s'est développé Vitaflo International (quelques pays marqués sont part de départements plus grands, aussi bien que Vitaflo Scandanavia).

En août 2010, Nestlé Health Science a acquis Vitaflo International Ltd. pour un montant non divulgué,,.
En 2011, Caroline Charlseworth  a succédé en tant que CEO de la société. Sous l'égide de Nestlé, la société s'est développée pour inclure les entreprises Mevalia et ComidaMed, spécialisées dans les produits pour les erreurs innées du métabolisme (IEM), toutes deux acquises en 2021 auprès du Dr. Schär.